# Импрессионизм (кинематограф)
Импрессионизм в кинематографе (киноимпрессионизм) — течение в кинематографе.
Кино, являясь визуальным искусством, как и живопись, стало продолжателем традиций французских художников-импрессионистов в начале XX века. Появилось под влиянием одноимённого стиля живописи и развивалось также преимущественно во Франции.
Термин «киноимпрессионизм» был введён Анри Ланглуа — французским энтузиастом кино, и активно использовался теоретиком кино Жоржем Садулем. Представителем киноимпрессионизма считается французский режиссёр и актёр Абель Ганс. Фотогеничное видение действительности и визуальное отражение психологических эмоций - стало программной концепцией нового течения, сформулированной Луи Деллюком. Актриса Эва Франсис, жена Деллюка, сыграла во многих фильмах импрессионистов, среди которых «Лихорадка» (1921) и «Женщина ниоткуда» (1922) Деллюка и «Эльдорадо» (1921) Л’Эрбье.
Импрессионисты от кино считали, что кинематограф должен разговаривать со зрителем на собственном языке, используя при этом только ему присущий набор выразительных средств. Они внесли весомый вклад в теорию и эстетику кинематографа. В начале 1920-х годов появились статьи в периодических изданиях и книги о специфике киноимпрессионизма, о композиции кинообраза в нём, о ритме в кино.